# Картман находит любовь
«Картман находит любовь» (англ. Cartman finds love) — седьмой эпизод шестнадцатого сезона сериала «Южный парк», его премьера состоялась 25 апреля 2012 года.

## Сюжет
Баттерс рассказывает мальчикам четвёртого класса, что в школу пришла новая девочка — чернокожая Николь. Картман (после того как все её увидели) считает, что она обязательно должна встречаться с Токеном, который, однако, другого мнения. Николь говорит девочкам, что ей нравится Кайл. Картман сильно разозлился, услышав это. Ведомый Эриком-Купидоном, которого никто кроме самого Эрика не видит, он запирает Токена и Николь в спортзале школы на ночь. После этого происшествия они начинают встречаться. Чтобы закрепить это дело, Картман соврал новенькой, что они с Кайлом пара (чтобы у Николь не было мыслей встречаться с Кайлом). Однако Николь, после того как её родители сказали ей, что странно, перейдя в другую школу, сразу же начать дружить с единственным чернокожим мальчиком в городе, разрывает отношения с Токеном.
Пока Баттерс утешает расстроенного Эрика, Кайл покупает билеты на баскетбольный матч, куда он приглашает освободившуюся Николь. Но Картман срывает планы Кайла насчёт его новой подруги. На матче Картман начинает петь для Кайла песню про их любовь, что транслируется через все табло на стадионе. Именно тогда Николь понимает, что она должна быть с Токеном. Токен и Николь снова вместе, а Эрик-Купидон находит пару Эрику — «очень похожую на него девочку» (эта девочка символ компании «Дети против галитоза»). Всё заканчивается тем, что Эрик-купидон запускает в неё пару стрел и она бежит за Картманом.

## Факты
- В этом эпизоде снова демонстрируются психические расстройства у Картмана.
- Картман на протяжении всего эпизода несколько раз поет песню «I swear» (Клянусь) All-4-One.
- Венди говорит Николь, что они с Токеном встречались. Это отсылка к эпизоду «Изюминки».
- В начале эпизода, на уроке, мистер Гаррисон рассказывает об истории Вестероса и персонажах телесериала «Игра престолов», снятого по мотивам «Песни Льда и Пламени», серии эпических фэнтези-романов американского писателя Джорджа Р. Р. Мартина.
- Картман достаёт избитого Я-купидон’а из коробки с надписью «D. Schrempf React Tech». Точно в такой же коробке из под обуви Баттерс нёс хомяка Леммивинкса в серии «Кляп в рот».
- В сцене когда Картман узнаёт, что Николь уехала с Кайлом на баскетбол, используется операторский приём «вертиго», что является пародией на фильм «Челюсти».
- Оба автора «Южного Парка», Трей Паркер и Мэтт Стоун, женаты на чёрных девушках: сюжет о любви еврейского мальчика и чёрной девочки довольно ироничен к отношениям Мэтта Стоуна и Анджелы Говард, которая вышла за него замуж в 2008 году.
- Благодаря этой серии сюжет о гомосексуальной связи Картмана и Кайла стал одним из самых популярных у авторов fanfiction в фан-сообществе «Южного Парка» во всем мире. Позднее авторы обыграли эту ситуацию в серии «Твик + Крейг».